# 川崎市立西梶ヶ谷小学校
川崎市立西梶ヶ谷小学校（かわさきしりつ にしかじがやしょうがっこう）は、神奈川県川崎市高津区梶ヶ谷にある公立小学校。

## 沿革
- 1984年（昭和59年） - 川崎市立梶ヶ谷小学校より川崎市立西梶谷小学校として分離開校。校旗と校歌の誕生を祝う式挙行。県と国の緑化事業として校庭植樹。
- 1985年（昭和60年）
  - 3月 - 第1回卒業式挙行。
  - 時期不明 - 観察池、飼育舎完成。
- 1986年（昭和61年）度 - 給食焼物器設置。
- 1988年（昭和63年）度 - 5周年を祝う会開催。
- 1989年（平成元年） - 川崎市立西梶ヶ谷小学校に校名表示変更。
- 1990年（平成2年）度 - 校門前歩道完成。
- 1992年（平成4年）度 - 校舎増築工事完成。学校週5日制により、第2土曜日を休業日とする。「遊びの広場」開始。西梶グリーンフェスティバル開催。
- 1993年（平成5年）度 - 創立10周年記念式典を挙行し、祝賀会開催。
- 1994年（平成6年）度 - ふれあいタイム（ゆとりの時間）開始。
- 1995年（平成7年）度 - 学校週5日制により、第2、第4土曜日を休業日とする。
- 1996年（平成8年）度 - 夏休みプール開放開始。情報センター設置。
- 1998年（平成10年）度 - インターネット接続完了。
- 2001年（平成13年）度 - コンピュター25台設置。
- 2002年（平成14年）度 - 学校週5日制完全実施。「総合的な学習の時間」、ALT(英語学習アシスタント）との交流開始。
- 2003年（平成15年）度 - 「わくわくプラザ」開設。創立20周年記念運動会開催。創立20周年記念式典を挙行し、祝賀会開催。
- 2010年（平成22年）度 - 太陽光発電設備設置完了。
- 2012年（平成24年）度 - トイレ改修実施。
- 2013年（平成25年）度 - 創立30周年記念式典祝賀会を開催。
- 2017年（平成29年）度 - 校舎増築工事を実施、完成。
- 2018年（平成30年）度 - 開校35周年。
- 2019年（令和元年）度 - トイレ改修実施。エレベーター設置。

## 学区
出典
- 高津区
  - 梶ケ谷1丁目（全域）
  - 梶ケ谷2丁目（全域）
  - 下作延2丁目（31番38号・32番～37番）
  - 末長1丁目（6番～10番・40番～53番）
- 宮前区
  - 宮崎（101番～180番・251番～299番）

## 主な進学先
公立学校に進学する場合
出典
- 川崎市立宮崎中学校

## 委員会活動
5年生以上の児童が全員いずれかの委員会に参加する。
- 運営委員会
- 福祉委員会
- スポーツ委員会
- 保健委員会
- 給食委員会
- 図書委員会
- 栽培委員会
- 美化委員会
- 放送委員会
- 新聞委員会
- 音楽委員会

## クラブ活動
4年生以上の児童が全員いずれかのクラブ活動に参加する。
- 卓球クラブ
- バドミントンクラブ
- ダンスクラブ
- 七宝クラブ
- 料理クラブ
- 工作・手芸・絵画クラブ
- パソコンクラブ
- 理科実験・科学クラブ

〈新しく追加されたクラブ〉
- 合唱・合奏クラブ
- マンガ・小説・アニメクラブ
- ドッキリ・発明クラブ
- ネイチャークラブ

## 交通アクセス
- 東急バス「梶01」・「向01」・「高津営業所入出庫」の各系統で、
  - 「梶ヶ谷二丁目」バス停から、徒歩約500m・約7分（梶ヶ谷駅行のみ停車・国道寄りにある横断歩道を経由した場合）。
  - 「姿見台」バス停より、
    - 乗り場2（「梶01」・「高津営業所入出庫」の梶が谷駅発便）から、徒歩約475m・約7分。
    - 乗り場3（「向01」の梶が谷駅発便）から、徒歩約405m・約6分。
- 川崎市営バス「溝23」系統で、「姿見台」バス停下車後、
  - 乗り場1（梶が谷駅行）から、徒歩約560m・約9分。
  - 乗り場2（梶が谷駅発）から、徒歩約590m・約9分。
- 東急電鉄田園都市線梶が谷駅から、徒歩約890m・約13分（最短ルート移動した場合）。

## 学校周辺
- 梶ヶ谷第一公園 - 川崎市道をはさんで、敷地が隣接。
- 川崎市上下水道局第2配水工事事務所 - 川崎市道をはさんで、敷地が隣接。
- 学校法人村田学園梶ヶ谷幼稚園 - 進学前幼稚園のひとつ。
- 国道246号
- 国家公務員共済組合連合会虎の門病院分院

## 表記について
当校の名称は「川崎市立西梶ヶ谷小学校」であり、「川崎市立西梶が谷小学校」ではないので注意。